# 20584 Brigidsavage
20584 Brigidsavage è un asteroide della fascia principale. Scoperto nel 1999, presenta un'orbita caratterizzata da un semiasse maggiore pari a 2,9191737 UA e da un'eccentricità di 0,1036593, inclinata di 3,10532° rispetto all'eclittica.